# Iphiseiodes saopaulus
Iphiseiodes saopaulus är en spindeldjursart som först beskrevs av Denmark och Muma 1973.  Iphiseiodes saopaulus ingår i släktet Iphiseiodes och familjen Phytoseiidae. Inga underarter finns listade i Catalogue of Life.